# Maskenflughund

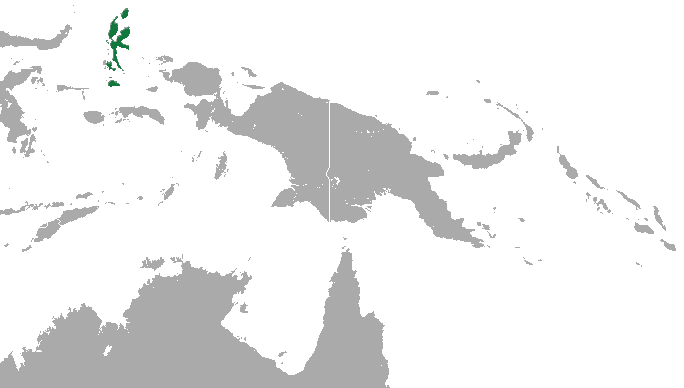
Verbreitungsgebiet des Maskenflughundes

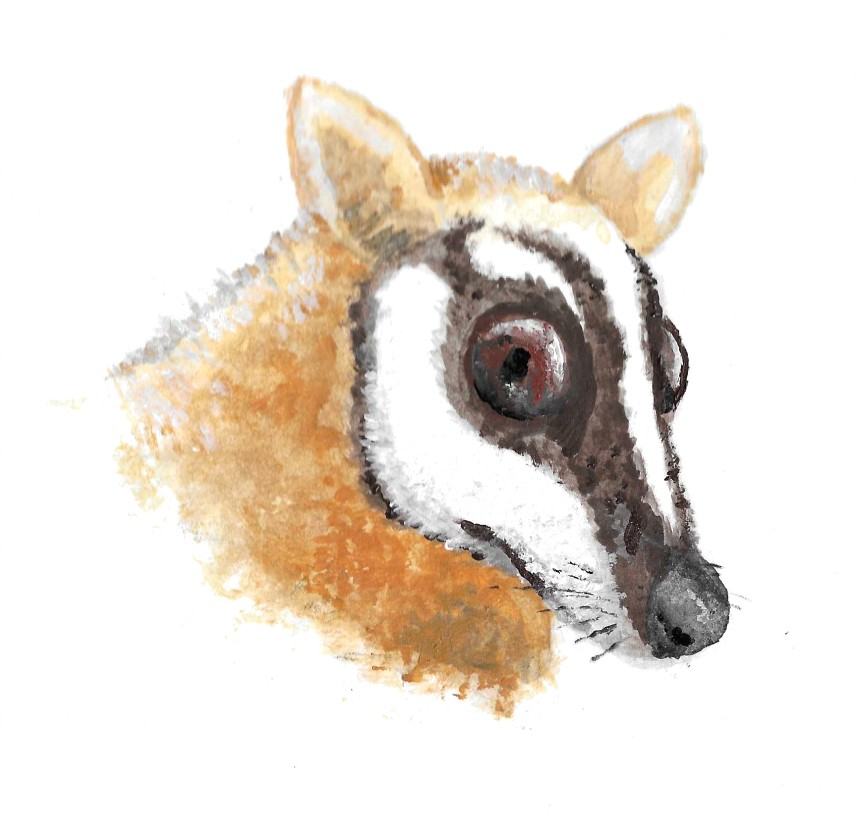
Skizze des Kopfes

Der Maskenflughund (Pteropus personatus) ist ein auf den Molukken verbreiteter Flughund.

## Merkmale
Namensgebendes Kennzeichen ist die hell gelbbraune bis weiße Maske um die Augen und an den Seiten der Nase. Diese ist von einem schwarzbraunen Streifen eingefasst. Andere Bereiche des Kopfes und die Brust sind mit strohgelbem Fell bedeckt. Auf der Körperoberseite kommt graubraunes bis silbergraues Fell vor. Auf den restlichen Körperteilen ist hellbraunes Fell vorhanden. Mit einer Kopf-Rumpf-Länge von 124 bis 149 mm, mit 86 bis 99 mm langen Unterarmen und mit einem Gewicht von 91 bis 153 g ist der Maskenflughund ein recht kleiner Flughund. Er hat keinen Schwanz, etwa 32 mm lange Hinterfüße und 19 bis 22 mm lange Ohren. Da den meisten Stellen der Flügel Pigmente fehlen erscheinen diese gefleckt. Wie die meisten anderen Vertreter ihrer Gattung hat die Art im Oberkiefer pro Seite zwei Schneidezähne, einen Eckzahn, drei prämolare und zwei molare Zähne. Im Unterkiefer kommt pro Seite ein weiterer Molar vor, was 34 Zähne im Gebiss ergibt. Dabei sind die Molaren auffällig klein und die Eckzähne langschmal. Die unteren äußeren Schneidezähne sind deutlich größer als die inneren.

## Verbreitung
Dieser Flughund bewohnt Halmahera und die Obi-Inseln. Er lebt im Flachland bis 100 Meter Höhe. Der Maskenflughund wird in Wäldern, Gärten und Buschländern angetroffen, für die Durianbäume, Muskatnussbäume und Gewürznelkenbäume typisch sind.

## Lebensweise
Die Exemplare schlafen am Tage in den Kronen der Bäume und verstecken ihren Kopf in der Flughaut. Tiere, die eine attraktive Nahrungsquelle gefunden haben, verteidigen diese. Sie fressen Früchte des eingeführten Gebogenen Pfeffers (Piper aduncum), weiche Früchte anderer Pflanzen und vermutlich Blumen. Die Laute des Maskenflughundes ähneln einem Mix aus Gezwitscher und Geschnatter. Im Januar konnten trächtige Weibchen und Weibchen mit aktiven Milchdrüsen registriert werden.

## Gefährdung
Einige Exemplare werden wegen ihres Fleisches gejagt. Die IUCN schätzt den Gesamtbestand als stabil ein und listet die Art als nicht gefährdet (least concern).